# 文獻昭聖皇后

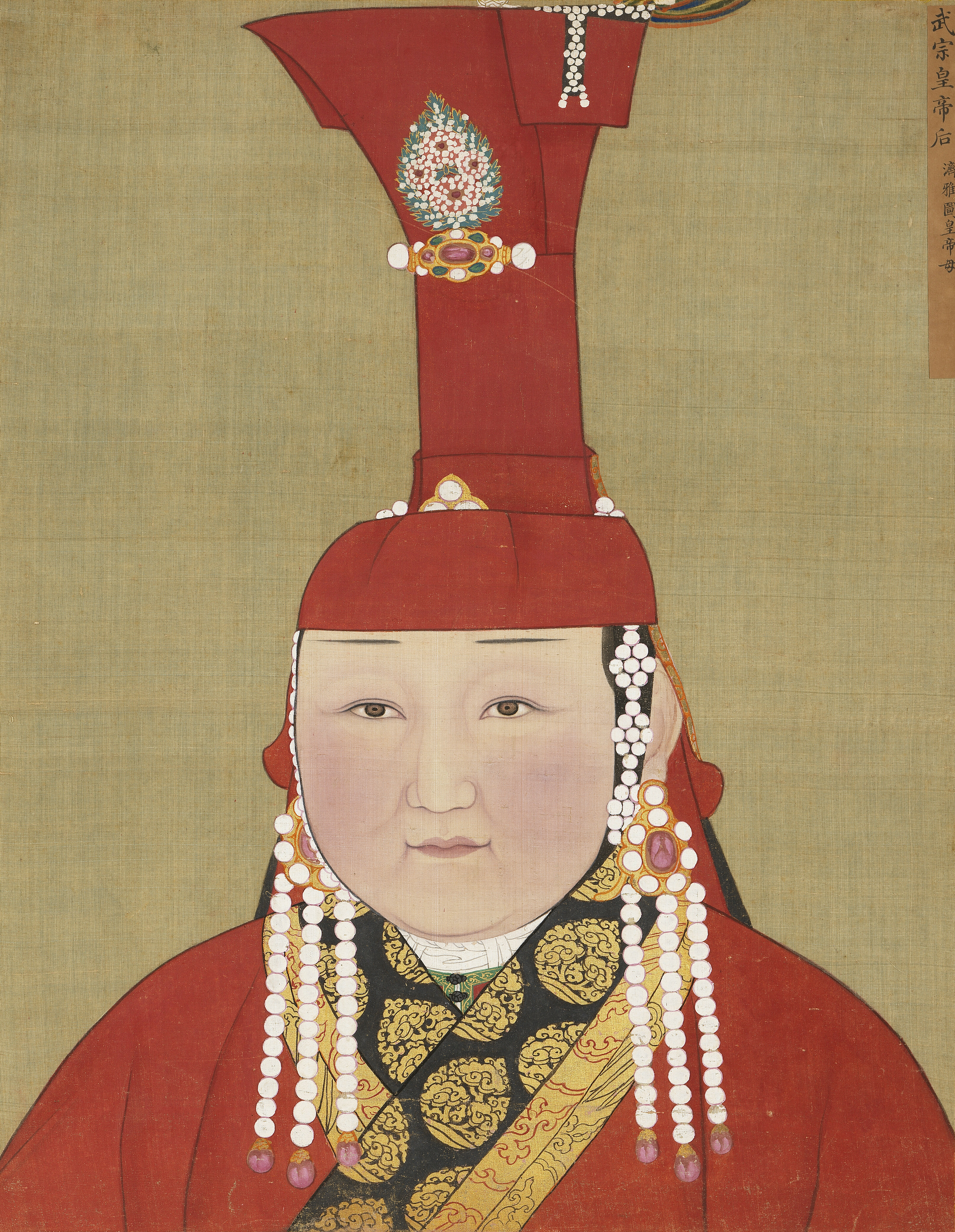
文獻昭聖皇后

文獻昭聖皇后（?—?），元武宗海山的妃，元文宗的生母。
《元史》称她为唐兀氏，生平没有记载，从“唐兀”推断为党项后裔。她在1304年生下元文宗。元武宗的皇后真哥没有儿子，武宗死后，他的弟弟元仁宗、侄子元英宗、堂兄元泰定帝和兒子元天順帝相继即位，直到1328年，皇位回到了元武宗的儿子元明宗、元文宗兄弟手中。天历二年（1329年），元文宗追册母亲为文献昭圣皇后。

## 延伸阅读
[在维基数据编辑]
 《元史·卷114》，出自宋濂《元史》
 《新元史/卷104》，出自柯劭忞《新元史》